# Massy, Saône-et-Loire
Massy är en kommun i departementet Saône-et-Loire i regionen Bourgogne-Franche-Comté i östra Frankrike. Kommunen ligger i kantonen Cluny som tillhör arrondissementet Mâcon. År 2018 hade Massy 67 invånare.

## Befolkningsutveckling
Antalet invånare i kommunen Massy
| Referens: INSEE |